# Moisés Caicedo
Moisés Isaac Caicedo Corozo (født 2. november 2001) er en ecuadoriansk professionel fodboldspiller, som spiller for Premier League-klubben Chelsea og Ecuadors landshold. Ved sit skifte til Chelsea i august 2023, blev han den dyreste spiller i engelsk fodbold nogensinde.

## Tidlige liv
Caicedo blev født og opvokset i storbyen Santo Domingo, Ecuador som den yngste af 10 søskende i en fattig familie, og boede i en fattig del af byen.

## Klubkarriere

### Independiente del Valle
Efter at have spillet for flere lokale klubber, så skiftede han i 2016 til storklubben Independiente del Valle efter en succesfuld prøveperiode. Efter at have imponeret på ungdomsniveau, så debuterede han for førsteholdet den 1. oktober 2019. Trods hans unge alder, så etablerede han sig som en vigtig spiller på holdet efter sin debut.

### Brighton & Hove Albion

#### Skifte og leje
Caicedo skiftede i februar 2021 til Brighton & Hove Albion.
Han blev i august 2021 udlejet til belgiske Beerschot. Han nåede dog kun en halv sæson i Belgien, før han i januar 2022 blev tilbagekaldt af Brighton som resultat af en skadeskrise på midtbanen.

#### Gennembrud
Han fik sin chance på førsteholdet efter at have vendt tilbage fra leje, men det var i 2022-23 sæsonen, at han fik sit helt store gennembrud, og blev etableret som fast mand på midtbanen. I januartransfervinduet var der stor interesse, især fra Arsenal, men det blev afvist af Brighton. Dette gjorde Caicedo utilfreds, da han ønskede skiftet, og han lavede et opslag på sin Instagram-konto, hvor han bedte om at få lov til at forlade klubben. Brighton afviste dog, og efter forsoning med træner Roberto De Zerbi, så vendte han tilbage til holdet da transfervinduet var ovre. Trods transferdramaet, så vendte han tilbage til sin god form i den anden halvdel af sæsonen, og han blev kåret sæsonens spiller i klubben.

### Chelsea
Den 10. august 2023, blev det rapporteret, at Liverpool og Brighton var blevet enig om en transfer for Caicedo, og dette blev bekræftet af Liverpool træner Jürgen Klopp dagen efter. Bare en dag senere, blev det i stedet rapporteret, at Chelsea havde budt højere end Liverpool, og at Caicedo hellere ville skifte til Chelsea. Den 14. august annoncerede Chelsea officielt skiftet, som slog rekorden for den dyreste transfer i engelsk fodbold nogensinde, da den slog rekorden, som også var sat af Chelsea, da de købte Enzo Fernández.

## Landsholdskarriere
Caicedo debuterede for Ecuadors landshold den 9. oktober 2020.

## Titler
Individuelle
- Brighton & Hove Albion Sæsonens spiller: 1 (2022-23)